# Gruissan
Gruissan [ɡʁɥisɑ̃] (okzitanisch Grussan) ist eine Gemeinde und Hafenstadt mit 5068 Einwohnern (Stand 1. Januar 2022) im Süden Frankreichs im Département Aude. Sie liegt südöstlich von Narbonne, direkt am Mittelmeer. Sie bietet Urlaubern in der Region Okzitanien eine Reihe von Sehenswürdigkeiten.

## Gemeindeteile

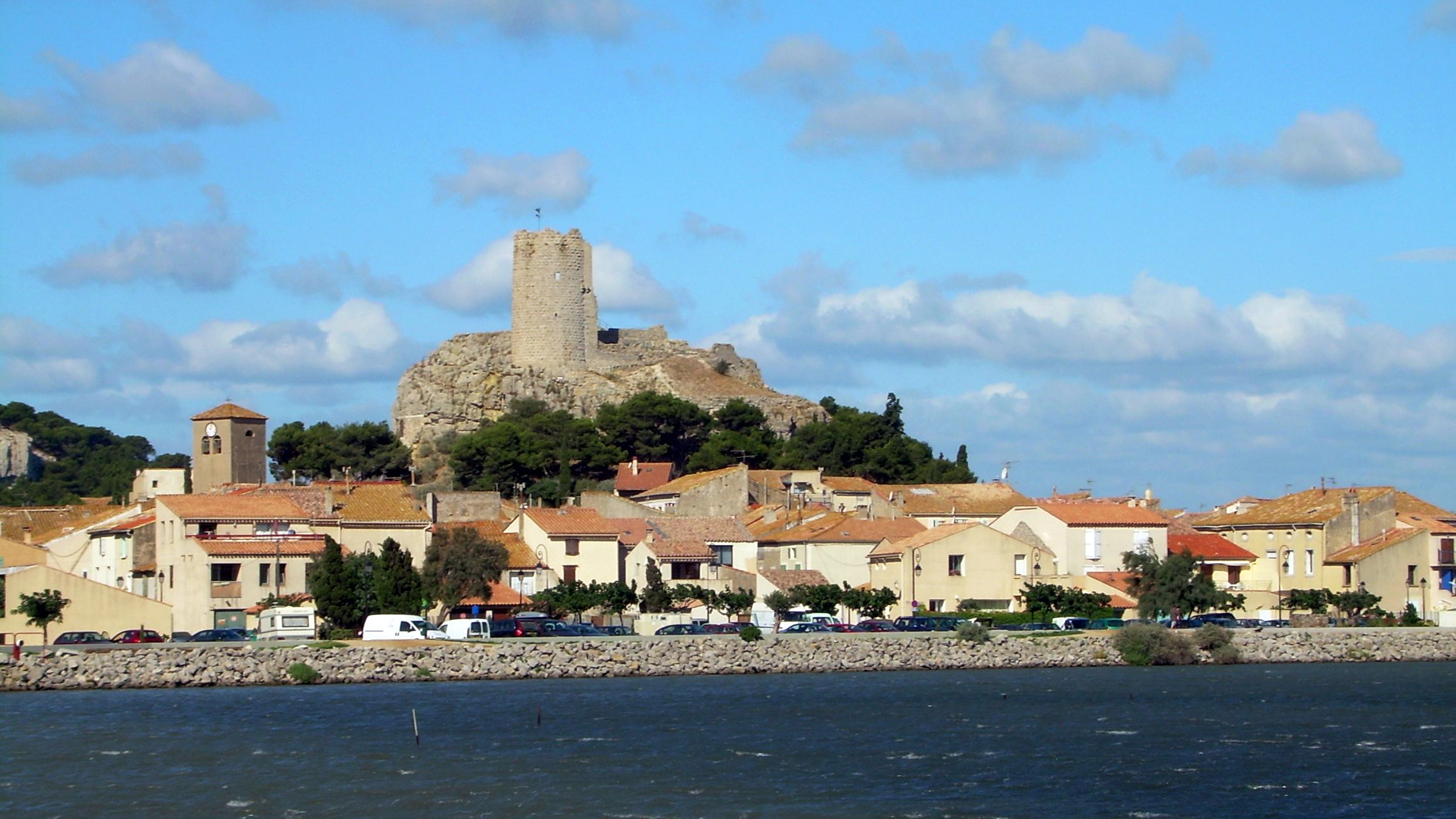
Gruissan-Village von Nordosten, Stadtkern und Ruine des Tour Barberousse

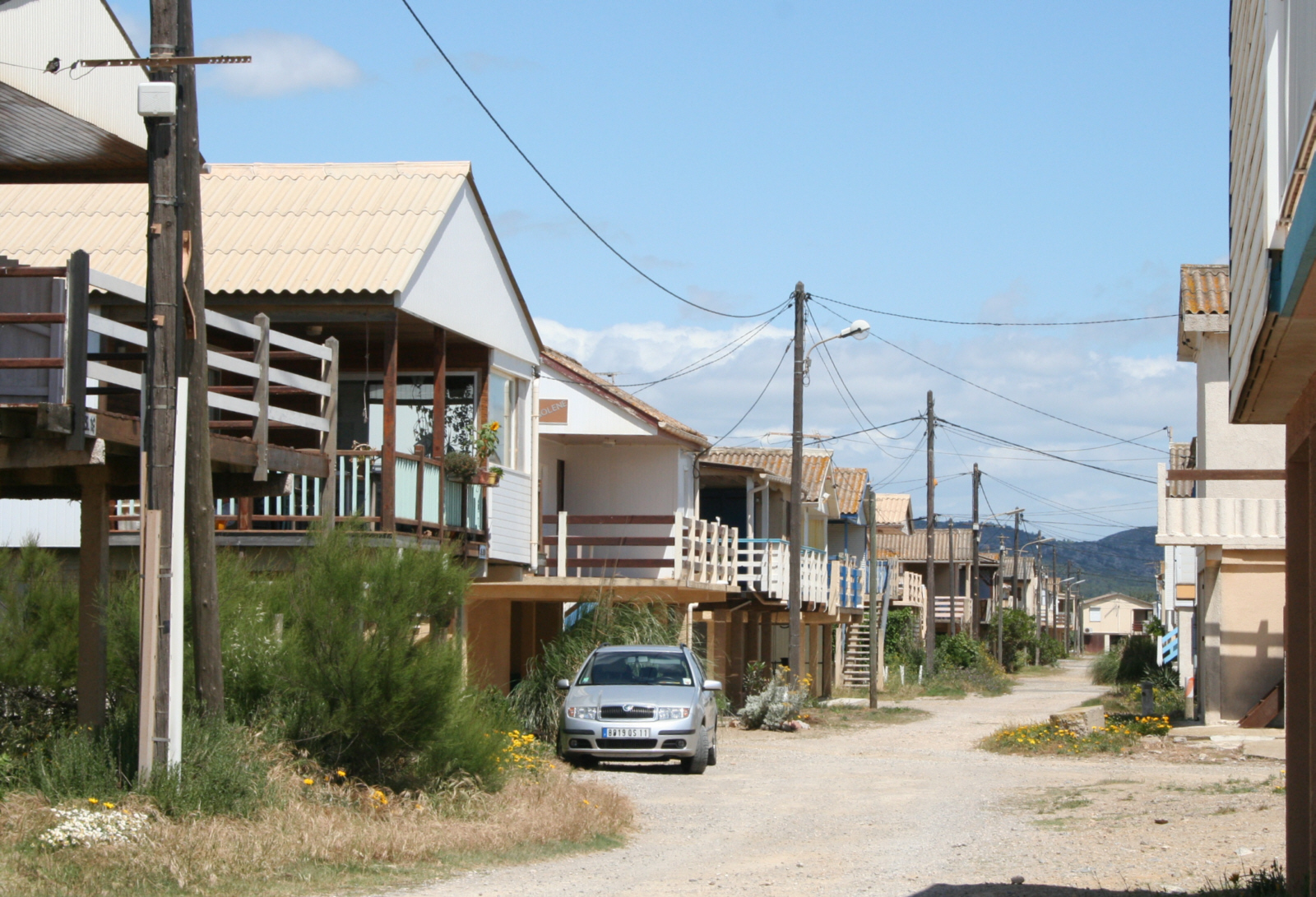
Gruissan-Plage, Ferienhaussiedlung auf Stelzen

Die Bebauung des Ortes besteht im Wesentlichen aus vier Bereichen: Gruissan-Village, Gruissan-Port, Gruissan-Plage und Gruissan-Les Ayguades. Zum Stadtgebiet gehören die Südspitze des Massif de la Clape und das vorgelagerte Flachland, auf dem sich Gruissan-Port befindet, heute der größte Ortsteil. Der alte Ortskern, Gruissan-Village, liegt auf einer Insel unmittelbar südlich davon, verbunden durch eine kleine Autobrücke. Nur von dieser Insel aus lässt sich über einen Damm eine südöstlich den beiden genannten Ortsteilen vorgelagerte Insel erreichen, auf der Gruissan-Plage liegt. Gruissan-Les Ayguades liegt ein bis zwei Kilometer nordöstlich von Gruissan-Port, teils auf dem Festland und teils auf einer flachen Insel.
Zum Gemeindegebiet gehört neben einigen kleineren Inseln auch die gut drei mal drei Kilometer große Île Saint Martin, die südwestlich von Gruissan-Village liegt. Vor ihrer südöstlichen Küste liegt eine große Saline.

## Geschichte und Tourismus

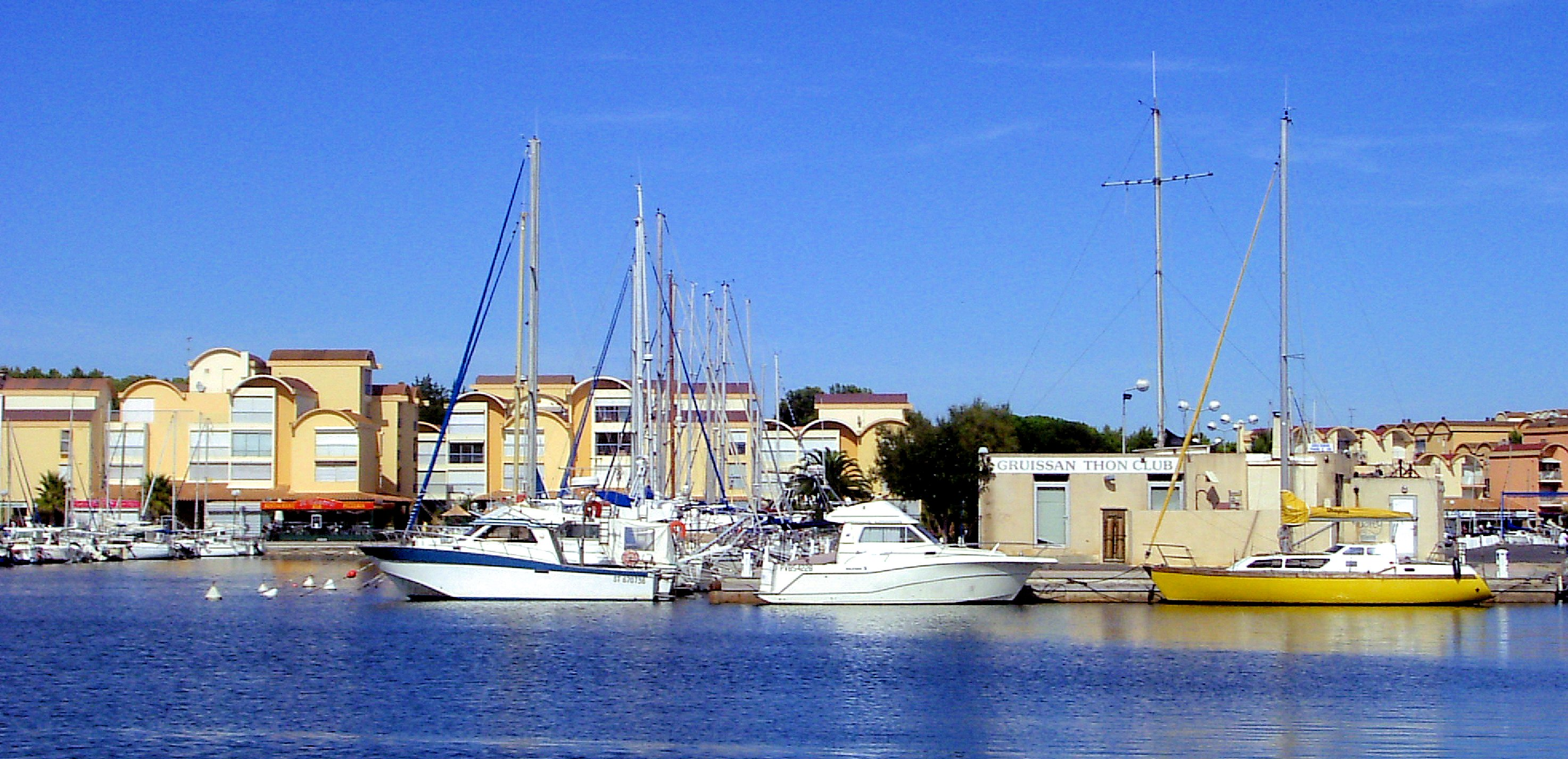
Eine der zahlreichen Bootsanlegestellen in Gruissan

Gruissan-Village ist der historische Stadtkern, dessen Häuser sich kreisförmig um eine alte Burganlage winden. Die Burganlage schützte im 14. Jahrhundert die Hafenanlage von Narbonne. Vom Hafen ist nichts mehr übrig und auch von der Burg steht nur noch die Ruine des Tour Barberousse.
Gruissan-Plage entstand im 19. Jahrhundert als Ort der Sommerfrische für die Narbonnaiser Bevölkerung. Besonders sehenswert sind die für diese Küstenregion einmaligen Pfahlbauten (pilotis). Diese Stelzenbauten liegen meist direkt in Strandnähe auf den noch immer wachsenden Schwemmsandflächen. Sie wirken derzeit ziemlich ungepflegt, teilweise haben aber Renovierungsarbeiten begonnen.
Die Pfahlbauten, die heute überwiegend als Ferienhäuser fungieren, dienten als Kulisse für den Film Betty Blue – 37,2 Grad am Morgen (Regisseur Jean-Jacques Beineix, Hauptrolle Béatrice Dalle, 1986).
Gruissan-Port ist der neueste, zentrale Teil Gruissans. Der moderne Yachthafen entstand in den 1970er Jahren. Er bietet alles, was der Tourismus benötigt und fügt sich trotzdem recht harmonisch in den alten Ort ein.
Gruissan-Les Ayguades liegt etwas außerhalb in nordöstlicher Richtung, am Étang de Mateille, einer der Lagunen rund um Gruissan. Hier befinden sich neben einem kleinen Einkaufszentrum zahlreiche Ferienhausanlagen – meist mit eigenem Pool. Eine Reihe von Franzosen und Deutschen haben diese Ferienhäuser zu ihrem Hauptwohnsitz gemacht; viele Objekte werden aber auch an Feriengäste vermietet.
Zusammen mit den Nachbarorten Narbonne-Plage und Saint-Pierre-la-Mer bildet Gruissan ein für Urlauber als Einheit empfundenes Feriengebiet entlang dieses Mittelmeerabschnitts am Golfe du Lion. Die für Gäste relevante Infrastruktur ist in Gruissan am deutlichsten ausgeprägt. Im Frühjahr 2010 erhielt der Ort ein weiteres großes Einkaufszentrum am Ortsrand neben dem Vergnügungspark Pirat' Parc.

## Bevölkerungsentwicklung
| Jahr                       | 1962 | 1968 | 1975 | 1982 | 1990 | 1999 | 2006 | 2016 |
| Einwohner                  | 1200 | 1258 | 1269 | 1594 | 2170 | 3061 | 4267 | 5011 |
| Quellen: Cassini und INSEE |      |      |      |      |      |      |      |      |

## Persönlichkeiten
Einen Hauch von Berühmtheit erhält Gruissan dadurch, dass der Schauspieler Pierre Richard (* 1934) hier auf der Île Saint Martin sein Weingut unterhält. Es steht Besuchern ganzjährig offen. Die Rebflächen der Gemeinde sind Teil der Herkunftsbezeichnung Corbières.

## Gemeindepartnerschaft
- Loro Ciuffenna, Provinz Arezzo, Region Toskana, Italien, seit 1995